# Sydney Jordan
Sydney Jordan (Dundee, 28 maggio 1928) è un fumettista britannico.
Nato a Dundee (Scozia), fino a qualche anno fa non si conosceva la sua data di nascita precisa e la sua stessa casa editrice la collocava tra il 1929 e il 1931. Il mistero è stato risolto con la pubblicazione del volume Jeff Hawke Lance McLane H8866-H9454 edito da Fondazione Rosellini nella Collana I Libri della Fondazione n 20, Serie I grandi cataloghi e saggi n. 8, che contiene una biografia completa a firma di Franco Spiritelli. 
Ha studiato disegno e si è diplomato alla Miles Aeronautical Technical School di Reading nei pressi di Londra. Dopo la scuola torna a Dundee dove lavora in un Art commercial studio creando bozzetti pubblicitari. 
Dopo circa 4 anni, per ampliare i propri programmi professionali, si trasferisce a Londra dove incontra Eric Souster e Jim Gilbert due suoi amici appartenenti alla R.A.F. Con loro Jordan comincia a completare i contorni di un progetto che preparava da tempo ossia la creazione di una storia disegnata di fantascienza capace di staccarsi dai modelli preesistenti e di rivolgersi ad un pubblico adulto.Nel 1954 i bozzetti e i progetti furono offerti al Daily Express che li acquistò e volle l'esclusiva di ogni lavoro successivo di Jordan.
Era nato Jeff Hawke, terrestre borghese in camicia e cravatta, fornito di una non comune preparazione tecnica e di una mente logica e razionale, protagonista di numerose storie pubblicate quotidianamente in Inghilterra. Al gruppo di Jordan si aggregò come sceneggiatore William Patterson [Malato, morì nel 1986 a 57 anni].
Le storie di Hawke sono ambientate in un futuro non molto lontano, in cui i terrestri hanno già stabilito contatti con creature intelligenti e molto più evolute di altri pianeti. Pur cercando di mantenersi rigorosamente agganciati a teorie scientifiche accreditate i racconti spesso sono contaminati da una atmosfera mista di magia, parapsicologia e telecinesi. Le storie di Hawke devono il loro successo anche al disegno di Jordan, di un notevole realismo spesso giocato sui chiaroscuri.